# جف توئیدی
جف توئیدی (انگلیسی: Jeff Tweedy؛ زادهٔ ۲۵ اوت ۱۹۶۷) یک موسیقی‌دان اهل ایالات متحده آمریکا است.